# Laura Kyrke-Smith
Laura Kyrke-Smith, née le 1er septembre 1983, est une personnalité politique britannique.

## Biographie
Laura Kyrke-Smith naît en septembre 1983 de Peter St. L Kyrke-Smith et de Lyndsay Madeleine Pelly.
Du côté maternel, son quadruple arrière-grand-père est le gouverneur de la Compagnie de la Baie d'Hudson, Sir John Pelly (en), 1er baronnet, et son triple arrière-grand-père est Sir Robert Keith Alexander Dick-Cunyngham, 7/9e baronnet.
Elle reçoit une éducation privée avant de fréquenter le Robinson College, à Cambridge, de 2002 à 2005, où elle étudie l'histoire et se portée volontaire pour l'organisation caritative Student Action for Refugees. Elle suit ensuite un master en relations internationales à la London School of Economics (LSE), dont elle sort diplômée en 2007.
Elle est présidente de la société socialiste Labour Campaign for International Development de 2013 à 2017, et travaille également à Portland Communications et au Bureau des Affaires étrangères et du Commonwealth en tant qu'analyste politique.
En 2019, elle devient directrice exécutive pour le Royaume-Uni de l'International Rescue Committee. De 2021 à 2024, elle siège au conseil d'administration du Comité d'urgence en cas de catastrophe (DEC),,. Auparavant, elle a travaillé comme assistante du professeur Charlie Beckett dans le cadre du projet médiatique Polis à la LSE.
Elle participe à la rédaction de la troisième édition du guide Lonely Planet's Tanzania et de la deuxième édition du guide The Rough Guide to Tanzania. 
En 2024, elle est élue députée.